# Rubrica

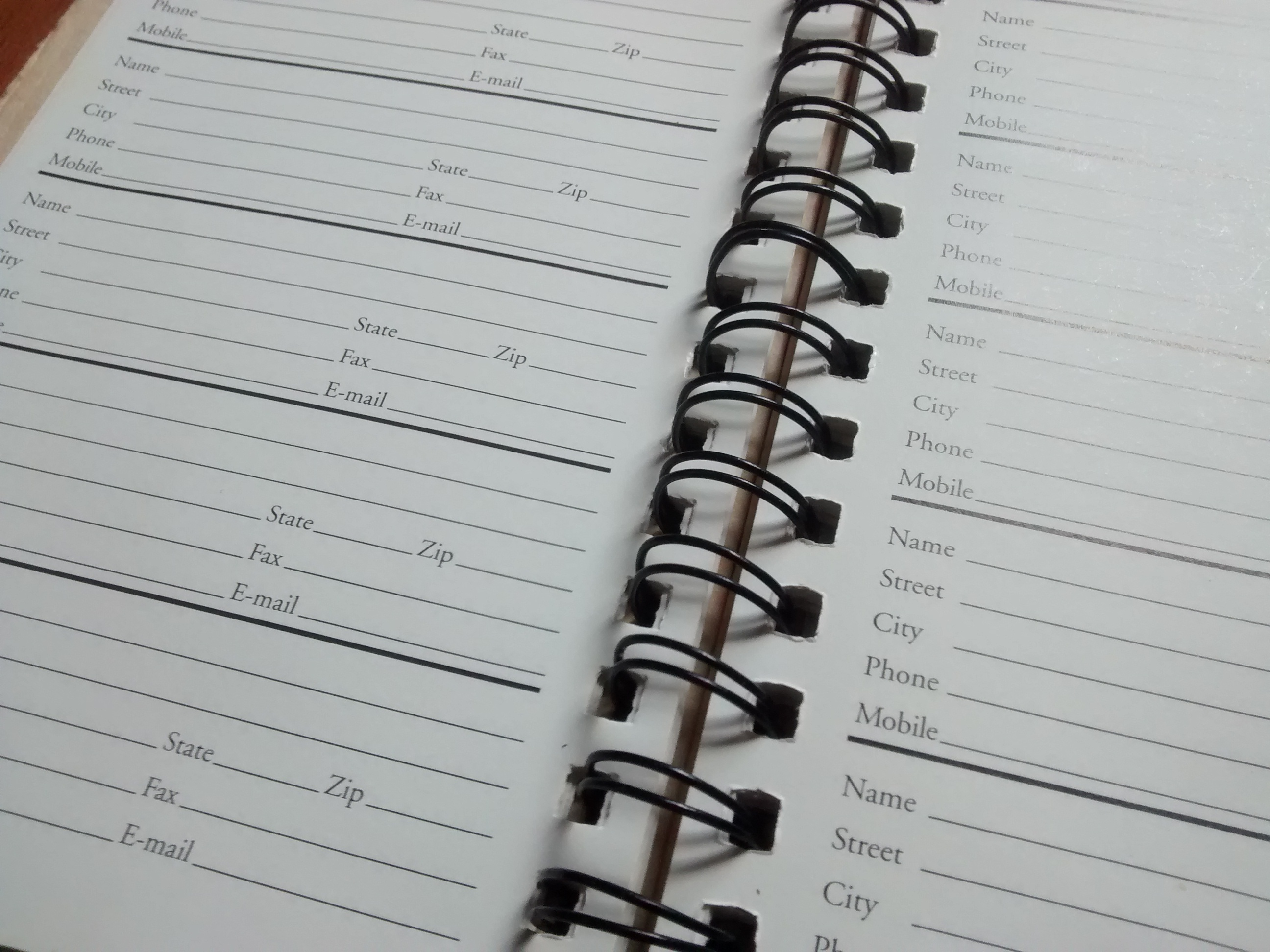
Una pagina vuota in una rubrica cartacea

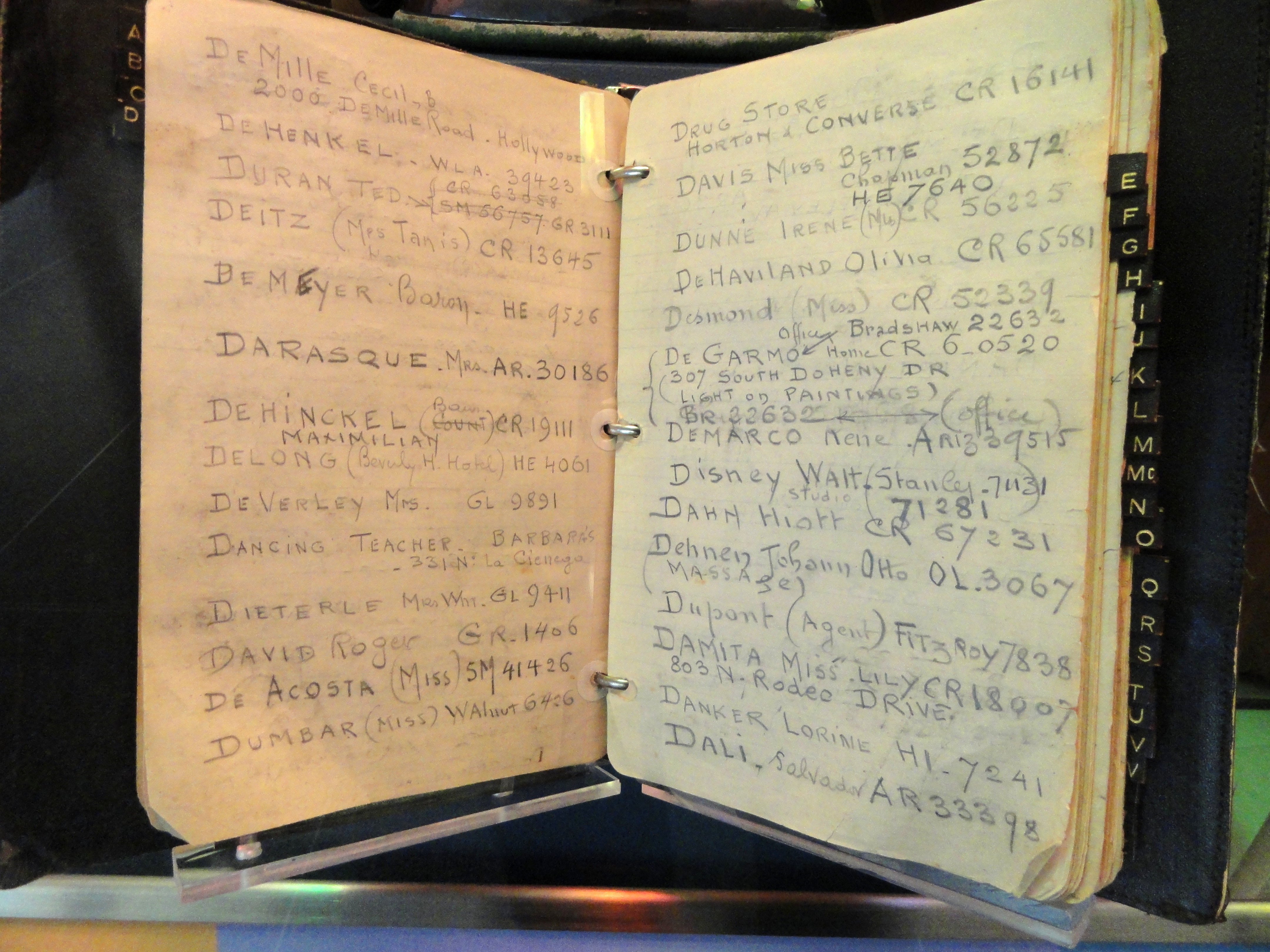
Rubrica di Jack L. Warner esposta al National Museum of American History

Rubrica è un termine con cui viene indicato un "quaderno con margine laterale ritagliato a scaletta e recante le lettere dell'alfabeto, su cui si appuntano nominativi, indirizzi ecc.". Ogni elemento registrato nella rubrica contiene informazioni come nome e cognome o ragione sociale di un'azienda, indirizzo, numeri telefonici, indirizzi di posta elettronica.
Alcuni quaderni danno la possibilità di aggiungere pagine alla rubrica o sostituirle.
Nei dispositivi elettronici come telefoni cellulari e computer la rubrica è tipicamente realizzata da un programma, come ad esempio Rubrica nei sistemi operativi Microsoft Windows o Contatti nei sistemi operativi macOS. A volte si tratta del componente di un programma di gestione della posta elettronica o di un Personal information manager.
Gli elementi delle rubriche elettroniche possono essere importati ed esportati dal software per essere trasferiti ad altri programmi o dispositivi. I formati di file più comuni per queste operazioni sono:
- LDIF (*.ldif, *.ldi)
- Tab delimited (*.tab, *.txt)
- Comma-separated (*.csv)
- vCard (*.vcf)

Nel caso di trasferimento di un contatto singolarmente, si usa il formato vCards (*.vcf), che costituisce in pratica un biglietto da visita elettronico.